# Паркс, Дэн
Дэниел Артур Паркс (англ. Daniel Arthur Parks, родился 26 мая 1978 года в Хорнсби) — шотландский регбист австралийского происхождения, выступавший на позиции флай-хава. Известен по играм за команды Про12 «Глазго Уорриорз», «Кардифф Блюз» и «Коннахт», за английский клуб «Лидс Тайкс» и за сборную Шотландии в 2004—2012 годах. Рекордсмен Про12 по числу набранных очков (1582). Карьеру игрока завершил 25 июня 2014 года.

## Игровая карьера

### Молодёжная и любительская карьера
Вырос в Сиднее, играл за команды «Вест-Харбор», «Саутерн Дистриктс» и «Истерн Сабёрбз», за время выступлений получил прозвище «Компас». Выступал за команду U-21 Нового Южного Уэльса, за время выступлений занял 3-е место среди рекордсменов по очкам, выходившим на замену.

### Профессиональные клубы

#### Лидс Тайкс
В сентябре 2001 года Паркс стал игроком «Лидс Тайкс». За шесть матчей набрал 51 очко, прежде чем уйти в команду «Истерн Сабёрбз».

#### Глазго Уорриорз
В 2003 году Паркс стал игроком клуба «Глазго Уорриорз» в чемпионате Кельтской лиги (ныне Про14), дебютную игру провёл в сентябре того же года против «Селтик Уорриорз» в Кельтском кубке, выйдя на замену (клуб победил). Играл на позиции флай-хава на протяжении семи сезонов (с сезона 2003/2004 по сезон 2009/2010), став рекордсменом по числу набранных очков за клуб (с учётом попыток, реализаций, штрафных и дроп-голов). В сезоне 2008/2009 Паркс стал первым игроком, пробившим отметку в 1000 очков в Кельтской лиге.
В сезонах 2006/2007 и 2009/2010 Паркс становился лучшим игроком сезона в команде, а в сезоне 2009/2010 попал в сборную звёзд Кельтской лиги на позиции флай-хава вместе с Алистером Келлоком и Джоном Барклаем (от «Эдинбурга» в сборную попал Тим Виссер). После ухода из команды в сезоне 2009/2010 Паркс установил рекорд в 1531 очко за команду (20 попыток, 180 реализаций, 322 штрафных и 26 дроп-голов за 146 матчей).
19 апреля 2009 года Паркс стал фигурантом скандала: в 3:45 утра полиция остановила его на автомагистрали M8, результаты проверки показали трёхкратное превышение допустимой нормы алкоголя в крови. Паркс был лишён прав на полтора года. Пьянство за рулём и плохая форма привели к уходу из клуба после сезона 2009/2010 и отлучению от сборной на некоторое время.

#### Кардифф Блюз
После ухода из «Глазго Уорриорз» Паркс заключил контракт с валлийским клубом «Кардифф Блюз» и стал первым шотландцем в истории команды. 4 сентября 2010 года в матче против «Эдинбурга» он дебютировал за валлийцев (победа 34:23), набрав 14 очков и став лучшим игроком встречи. За первый сезон Паркс сыграл 13 матчей (11 в стартовом составе) в Кельтской лиге и 5 игр в Кубке Хейнекен (все в стартовом составе), набрав суммарно 210 очков (18 реализаций, 48 штрафных и 10 дроп-голов). За второй сезон в чемпионате, известном уже как Про12, Паркс играл реже: в сезоне 2011/2012 сыграл 13 матчей (8 в стартовом составе), в сезоне Кубка Хейнекен 2011/2012 провёл все 7 матчей, выйдя с командой в четвертьфинал как лучшая команда из занявших вторые места (в четвертьфинале проиграли действовавшим чемпионам в лице «Ленстера»). Всего за 20 матчей Паркс набрал 137 очков, занеся свою первую попытку за «Кардифф» в Про12 против «Ольстера». Команду покинул по окончании сезона.

#### Коннахт
В феврале 2012 года Паркс стал игроком клуба «Коннахт», заключив двухлетний контракт. Дебют состоялся в матче сезона Про12 2012/2013 против действовавших победителей Кубка Хейнекен в лице «Ленстера» и завершился победой «Коннахта» со счётом 34:6, а Паркс забил две реализации и штрафной. В Кубке Хейнекен Паркс дебютировал в матче против «Цебре». Всего он сыграл 17 матчей в Про12 (в стартовом составе) и 5 матчей в Кубке Хейнекен: в игре против «Биарриц Олимпик» Паркс забил три штрафных, два дроп-гола и одну реализацию, принеся поеду 22:14 своему клубу.
В сезоне 2013/2014 Паркс продолжил регулярно играть за «Коннахт», сыграв все 22 матча в Про12 (14 вв стартовом составе) и занеся свою единственную в сезоне попытку против «Ольстера». В Кубке Хейнекен он сыграл все шесть матчей (пять в стартовом составе), поучаствовав в сенсационной победе над «Тулузой» (четырёхкратным победителем Кубка Хейнекен). Всего в сезоне он набрал 157 очков. В апреле он объявил, что не будет продлевать контракт с клубом, и позже объявил о завершении игровой карьеры.

### Карьера в сборной
Право играть за сборную Шотландии Паркс получил благодаря деду по материнской линии, родившемуся в Килберни (Айршир). За «чертополохов» дебютировал 14 февраля 2004 года в матче против Уэльса. В 2005 году он сыграл все три осенних тест-матча, завоевав доверие со стороны тренера Фрэнка Хэддена. Несмотря на то, что Паркс был основным флай-хавом в сборной при Мэтте Уильямсе и Фрэнке Хэддене, со своей ролью он не всегда справлялся, что показал Кубок шести наций 2008, особенно матчи против Англии и Италии, однако в том же году его попытка позволила шотландцам победить Аргентину в турне и сравнять счёт по победам 1-1.
Паркс выступал за сборную не только на кубке шести наций, но и в турне по Австралии 2004 года, по ЮАР в 2006 году и по Аргентине в 2008 году. В 2007 году играл на Кубке мира во Франции: команда вышла в четвертьфинал, проиграв Аргентине, а Паркс был признан лучшим игроком сборной. Внерегбийные дела привели к тому, что его выгнали из сборной, вернув в команду только перед Кубком шести наций 2010 года и игрой против Уэльса. Паркс в матчах против Уэльса, Италии и Ирландии удостоился приза лучшему игроку, отмечая большую роль своего тренера Энди Робинсона, а признание пришло даже от самого ярого критика Паркса, журналиста Алана Мэсси. Многие издания включили Паркса в символические сборные Кубка шести наций 2010 года. В 2010 году Паркс помог сборной Шотландии впервые за 50 лет выиграть турне — была повержена Аргентина благодаря двум победам, причём шотландцы впервые за 26 лет выиграли три матча в гостях подряд.
20 ноября 2010 года Шотландия сенсационно нанесла поражение Южной Африке со счётом 21:17, причём все очки набирал только Паркс, забивший шесть штрафных и один дроп-гол. Сам Паркс выразил желание сыграть на Кубке мира 2011 года. 10 мая 2011 года он был включён в предварительный список кандидатов из 40 человек, а затем после сокращения списка остался в заявке. В матче против Грузии он набрал все очки команды: его четыре штрафных и дроп-гол принесли победу со счётом 15:6, причём дроп-гол, забитый на 37-й минуте, стал 15-м в карьере Паркса. Однако в матче против Аргентины шотландцы проиграли 12:13, а Паркс на последних минутах промахнулся при попытке забить дроп-гол: Паркса критиковали за этот промах, хотя некоторые предполагали, что ему помешал пробить залезший в офсайд Фелипе Контепоми. В итоге шотландцы из группы не вышли.
7 февраля 2012 года после матча против Англии на Кубке шести наций Паркс завершил карьеру, что было также отчасти обосновано и критикой за неудовлетворительное выступление.

## Достижения и рекорды

### Клубные
- Лучший игрок сезонов 2006/2007 и 2009/2010 в составе «Глазго Уорриорз»
- Рекордсмен «Глазго Уорриорз» по числу набранных очков (1531)
- Рекордсмен «Глазго Уорриорз» по числу матчей (143)
- Рекордсмен Про12 по числу набранных очков (1582) — на 10 мая 2014 года
- Член символической сборной Кельтской лиги 2009/2010[англ.] (флай-хав)

### В сборной
- Лучший игрок сборной Шотландии на чемпионате мира 2007 года[29]
- Рекордсмен сборной Шотландии по числу дроп-голов (15)